# Kappa Leporis
Kappa Leporis (4 Leporis) é uma estrela na direção da constelação de Lepus. Possui uma ascensão reta de 05h 13m 13.89s e uma declinação de −12° 56′ 28.6″. Sua magnitude aparente é igual a 4.36. Considerando sua distância de 559 anos-luz em relação à Terra, sua magnitude absoluta é igual a −1.81. Pertence à classe espectral B7V.